# Tai Lei
Tai Lei (kinesiska: 大利) är en ö i Hongkong (Kina). Den ligger i den västra delen av Hongkong.